# Penne

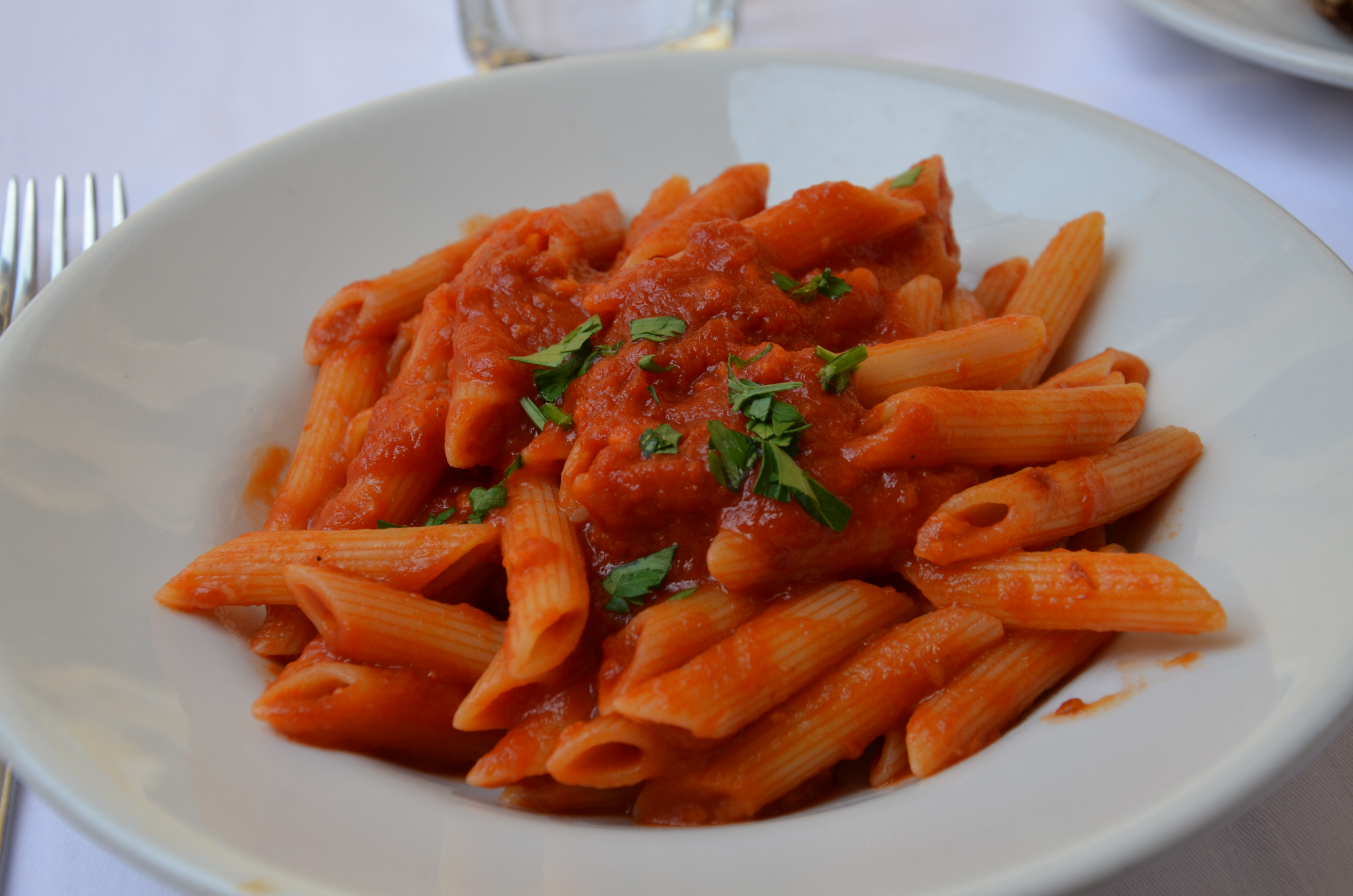
Penne all'arrabbiata

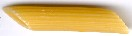
Penne rigate

Penne je typ těstovin s rourovitým tvarem a zkosenými konci. Penne je množné číslo od italského slova penna – pero. Pocházejí z italského regionu Kampánie.

## Popis a variace
V Itálii se penne vyrábějí ve dvou variantách: „penne lisce“ (hladké) a „penne rigate“ (s rýhami). Existují také pennoni, co je širší verze penne. Stejný nebo podobný tvar, obvykle ale o něco větší, se nazývá mostaccioli (což znamená „knírek“, vyrábějí se také hladké i s rýhami).

## Vaření
Penne se tradičně vaří al dente a servírují se s omáčkami jako pesto, marinara nebo arrabbiata. Penne jsou také často využívané při přípravě těstovinových salátů. Jedná se vysoce využitelný tvar těstovin, protože dutý vnitřek a vroubky udržují dobře omáčku, zatímco zkosené konce slouží jako malá naběračka.